# Stanisław Rosko
Stanisław Rosko (* 15. Februar 1954) ist ein ehemaliger polnischer Badmintonspieler.

## Sportliche Karriere
1973 machte Rosko das erste Mal auf sich aufmerksam, als er bei den Polnischen Einzelmeisterschaften Zweiter im Herrendoppel mit Ryszard Borek wurde. Im Herreneinzel wurde er in der gleichen Saison Dritter. Ein Jahr später machte er es deutlich besser, als er seine ersten beiden nationalen Titel im Einzel und im Doppel erneut mit Borek gewann. 1975 reichte es dagegen nur zu Platz drei im Doppel. 1979, mit neuem Partner Kazimierz Ciurys, belegte er erneut den Bronzerang, den beide ein Jahr später verteidigten. 1981 wurde Rosko in allen drei Einzeldisziplinen Dritter. 1982 schnitt er deutlich besser ab, als er zweifacher Meister im Doppel und Einzel wurde und zusätzlich noch Silber im Mixed mit Zofia Żółtańska gewann. 1983 und 1984 verteidigte er den Titel im Herreneinzel.
International war Rosko Stammgast in der DDR beim Werner-Seelenbinder-Turnier.

## Sportliche Erfolge
| Saison | Veranstaltung                   | Disziplin    | Platz | Name                                                    |
| ------ | ------------------------------- | ------------ | ----- | ------------------------------------------------------- |
| 1973   | Polnische Einzelmeisterschaften | Herrendoppel | 2     | Ryszard Borek / Stanisław Rosko (Opole)                 |
| 1973   | Polnische Einzelmeisterschaften | Herreneinzel | 3     | Stanisław Rosko (Opole)                                 |
| 1974   | Polnische Einzelmeisterschaften | Herreneinzel | 1     | Stanisław Rosko (Unia Głubczyce)                        |
| 1974   | Polnische Einzelmeisterschaften | Herrendoppel | 1     | Ryszard Borek / Stanisław Rosko (Unia Głubczyce)        |
| 1975   | Polnische Einzelmeisterschaften | Herrendoppel | 2     | Ryszard Borek / Stanisław Rosko (Unia Głubczyce)        |
| 1979   | Polnische Einzelmeisterschaften | Herrendoppel | 3     | Kazimierz Ciurys / Stanisław Rosko (Polonia Głubczyce)  |
| 1980   | Polnische Einzelmeisterschaften | Herrendoppel | 3     | Kazimierz Ciurys / Stanisław Rosko (Polonia Głubczyce)  |
| 1980   | Polnische Einzelmeisterschaften | Herreneinzel | 3     | Stanisław Rosko (Polonia Głubczyce)                     |
| 1981   | Polnische Einzelmeisterschaften | Herreneinzel | 3     | Stanisław Rosko (Technik Głubczyce)                     |
| 1981   | Polnische Einzelmeisterschaften | Herrendoppel | 3     | Kazimierz Ciurys / Stanisław Rosko (Technik Głubczyce)  |
| 1981   | Polnische Einzelmeisterschaften | Mixed        | 3     | Stanisław Rosko / Maria Bahryj (Technik Głubczyce)      |
| 1982   | Polnische Einzelmeisterschaften | Herreneinzel | 1     | Stanisław Rosko (Technik Głubczyce)                     |
| 1982   | Polnische Einzelmeisterschaften | Mixed        | 2     | Stanisław Rosko / Zofia Żółtańska (Technik Głubczyce)   |
| 1982   | Polnische Einzelmeisterschaften | Herrendoppel | 1     | Kazimierz Ciurys / Stanisław Rosko (Technik Głubczyce)  |
| 1983   | Polnische Einzelmeisterschaften | Mixed        | 3     | Stanisław Rosko / Bożena Siemieniec (Technik Głubczyce) |
| 1983   | Polnische Einzelmeisterschaften | Herrendoppel | 2     | Kazimierz Ciurys / Stanisław Rosko (Technik Głubczyce)  |
| 1983   | Polnische Einzelmeisterschaften | Herreneinzel | 1     | Stanisław Rosko (Technik Głubczyce)                     |
| 1984   | Polnische Einzelmeisterschaften | Herrendoppel | 3     | Kazimierz Ciurys / Stanisław Rosko (Technik Głubczyce)  |
| 1984   | Polnische Einzelmeisterschaften | Herreneinzel | 1     | Stanisław Rosko (Technik Głubczyce)                     |
| 1985   | Polnische Einzelmeisterschaften | Herreneinzel | 3     | Stanisław Rosko (Technik Głubczyce)                     |
| 1985   | Polnische Einzelmeisterschaften | Mixed        | 3     | Stanisław Rosko / Zofia Żółtańska (Technik Głubczyce)   |
| 1985   | Polnische Einzelmeisterschaften | Herrendoppel | 2     | Kazimierz Ciurys / Stanisław Rosko (Technik Głubczyce)  |
| 1986   | Polnische Einzelmeisterschaften | Herrendoppel | 3     | Kazimierz Ciurys / Stanisław Rosko (Technik Głubczyce)  |
| 1986   | Polnische Einzelmeisterschaften | Herreneinzel | 3     | Stanisław Rosko (Technik Głubczyce)                     |
| 1987   | Polnische Einzelmeisterschaften | Herrendoppel | 3     | Jerzy Dołhan / Grzegorz Olchowik (Technik Głubczyce)    |
| 1987   | Polnische Einzelmeisterschaften | Herreneinzel | 3     | Stanisław Rosko (Technik Głubczyce)                     |
| 1989   | Polnische Einzelmeisterschaften | Herrendoppel | 3     | Jarosław Bąk / Stanisław Rosko (Technik Głubczyce)      |